# Cindy Williams
Cynthia Jane 'Cindy' Williams (Los Angeles, 22 augustus 1947 – aldaar, 25 januari 2023) was een Amerikaanse actrice en filmproducente.

## Biografie
Williams werd geboren in de wijk Van Nuys van Los Angeles, en doorliep de high school aan de Birmingham High School in San Fernando Valley. Hierna volgde ze de theateropleiding  aan de Los Angeles City College in Los Angeles. 
Zij is vooral bekend van haar rol van 'Shirley' in de televisie-sitcom Happy Days (1975-1979), die leidde tot haar hoofdrol in de spin-off Laverne & Shirley (1976-1982). 
Williams was van 1982 tot 2000 getrouwd met de acteur en muzikant Bill Hudson, een van de drie Hudson Brothers. Zij kregen twee kinderen.
In 2004 kreeg zij voor haar acteerwerk een ster op de Hollywood Walk of Fame.
Cindy Williams overleed op 75-jarige leeftijd na een kort ziekbed.

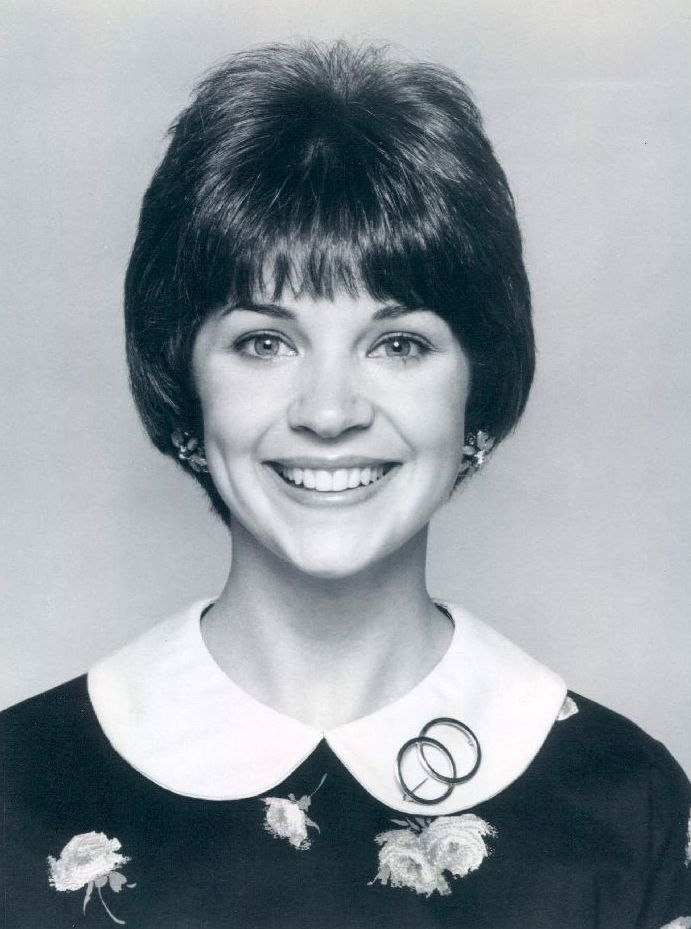
Cindy Williams in 1976

## Filmografie

### Films
- 2020 Canaan Land - als gast talkshow
- 2018 Waiting in the Wings: Still Waiting - als Rosie
- 2016 A Dream of Christmas - als Jayne de engel
- 2012 Strawberry Summer – als Ruth Yates
- 2012 Stealing Roses – als Rose
- 2002 The Biggest Fan – als moeder van Debbie
- 1999 The Patty Duke Show: Still Rockin' in Brooklyn Heights – als Sue Ellen
- 1997 Meet Wally Sparks – als Emily Preston
- 1996 The Stepford Husbands – als Caroline Knox
- 1995 Escape from Terror: The Teresa Stamper Story – als Wanda Walden
- 1991 Bingo – als Natalie Devlin
- 1991 Earth Angel – als Judith
- 1990 Menu for Murder – als Connie Mann
- 1990 Steel Magnolias – als M'Lynn Eatenton
- 1990 Perry Mason: The Case of the Poisoned Pen – als Rita Sue Bliss
- 1989 Rude Awakening – als June Margolin
- 1989 Big Man on Campus – als Diane Girard
- 1988 Tricks of the Trade – als Catherine
- 1988 Save the Dog! – als Becky
- 1985 UFOria – als Arlene Stewart
- 1985 When Dreams Come True – als Susan Matthews
- 1985 Joanna – als Joanna Weston
- 1983 The Creature Wasn’t Noce – als Annie McHugh
- 1982 Mork & Mindy/Laverne & Shirley/Fonz Hour – als Shirley (stem)
- 1979 More American Graffiti – als Laurie Bolander
- 1978 Suddenly, Love – als Regina Malloy
- 1976 The First Nudie Musical – als Rosie
- 1975 Mr. Ricco – als Jamison
- 1974 The Conversation – als Ann
- 1974 The Migrants – als Betty
- 1973 American Graffiti – als Laurie
- 1973 The Killing Kind – als Lori Davis
- 1972 Travels with My Aunt – als Tooley
- 1972 Beware! The Blob – als meisje van Randy
- 1971 The Funny Side – als tiener
- 1971 Drive, He Said – als vriendin van de manager
- 1970 Gas! -Or- It Became Necessary to Destroy the World in Order to Save It. – als Marissa

### Televisieseries
Uitgezonderd eenmalige gastrollen.
- 2007 Drive – als huisvrouw – 3 afl.
- 2004 – 2005 Girlfriends – als Lisa James – 2 afl.
- 2003 8 Simple Rules – als Mary Ellen Doyle – 2 afl.
- 2000 – 2002 For Your Love – als Ronnie – 4 afl.
- 1993 – 1994 Getting By – als Cathy Hale – 31 afl.
- 1990 Normal Life – als Anne Harlow – 13 afl.
- 1976 – 1983 Laverne & Shirley – als Shirley Feeney – 158 afl.
- 1975 – 1979 Happy Days – als Shirley Feeney – 5 afl.
- 1973 Love, American Style – als Karen Brown – 2 afl.
- 1969 – 1971 Room 222 – als Rhoda Zagor – 2 afl.

### Filmproducente
- 2012 Stealing Roses - film
- 1995 Father of the Bride Part II – film
- 1991 Father of the Bride – film

- Bibliothèque nationale de France: cb140396125 (data)
- Gemeinsame Normdatei: 1279601604
- International Standard Name Identifier: 0000 0003 7393 0308
- Library of Congress Control Number: n91051598
- MusicBrainz: a97d337b-ffd2-43d5-9d4d-a3d9f0896fdc
- Nationale Bibliotheek van Tsjechië: xx0306189
- Nationale Bibliotheek van Israël: 987007450258605171
- Nationale Bibliotheek van Polen: a0000001845222
- Nationale en Universitaire bibliotheek Zagreb: 000448019
- Nederlandse Thesaurus van Auteursnamen: 096879653
- Istituto Centrale per il Catalogo Unico: UBOV765048
- Virtual International Authority File: 4109278
- WorldCat: E39PBJB8xrHvcgwgRV3qtytMyd